# Ribes californicum
Ribes californicum är en ripsväxtart som beskrevs av William Jackson Hooker och George Arnott Walker Arnott. Ribes californicum ingår i släktet ripsar, och familjen ripsväxter.

## Underarter
Arten delas in i följande underarter:
- R. c. californicum
- R. c. hesperium

## Bildgalleri

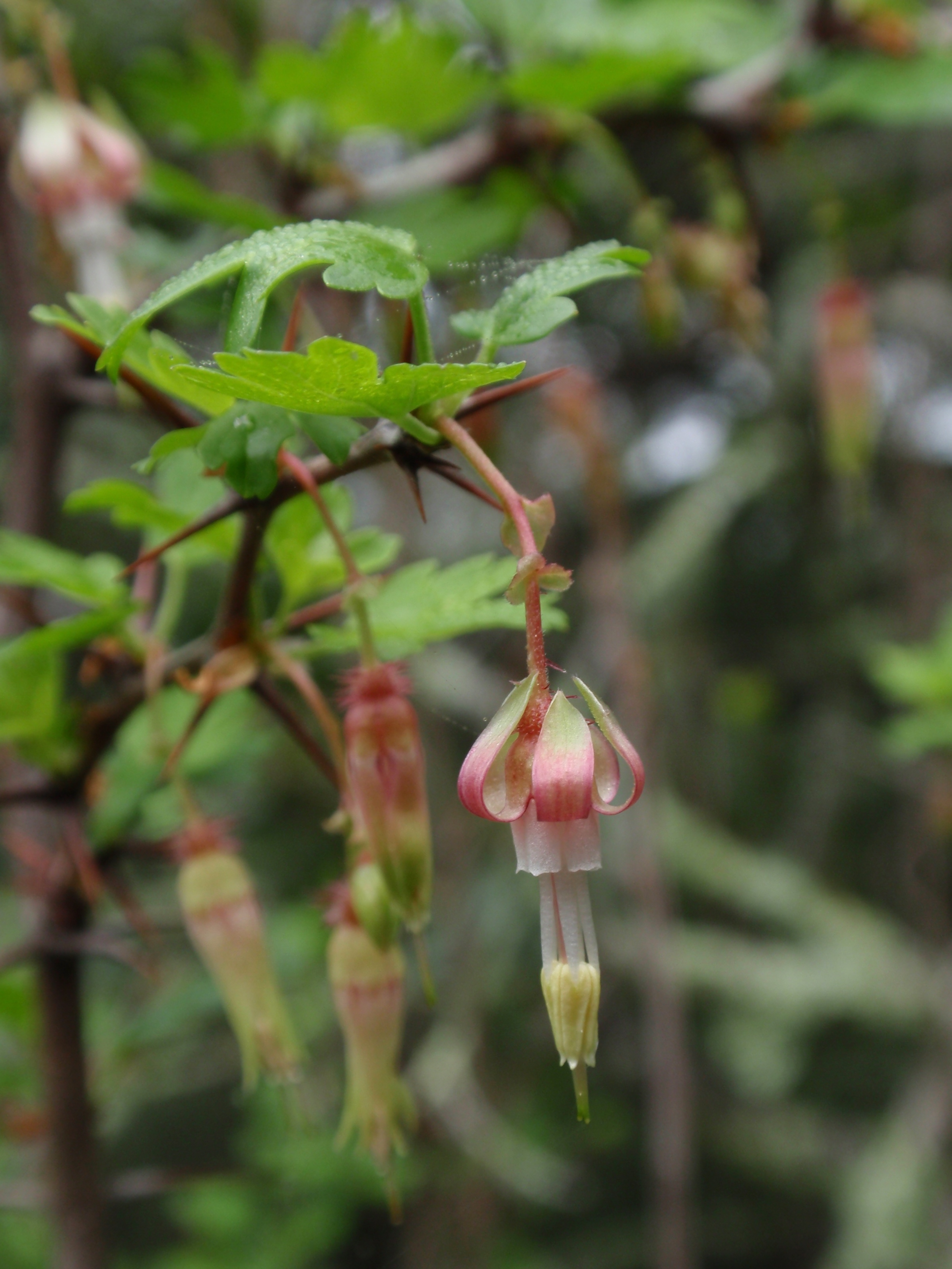
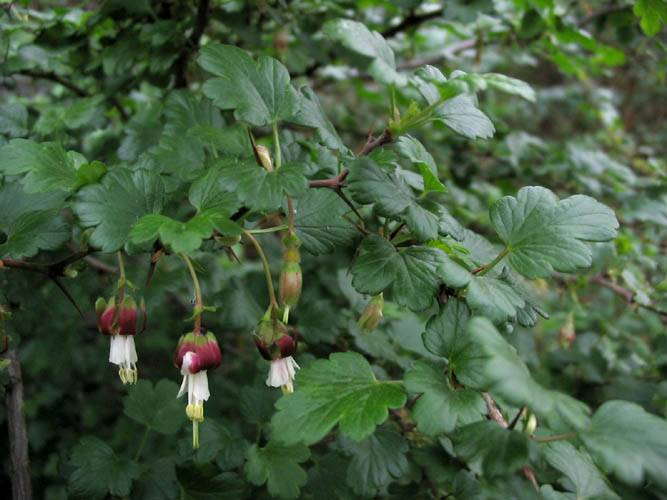